# Солнцев, Михаил Степанович
Солнцев Михаил Степанович (1922—1945) — гвардии старший лейтенант РККА, участник Великой Отечественной войны, Герой Советского Союза (посмертно, 1945).

## Биография
Солнцев Михаил Степанович родился 20 июня 1922 года в селе Ковали Куриловской волости Каневского уезда Киевской губернии в семье крестьянина. До 1936 года воспитывался в Нарядинском детском доме, затем в семье директора школы села Таракса Пичаевского района Тамбовской области И. М. Пенкина. Окончил 7 классов и 2 курса Тамбовского автомобильного техникума.
В Красной Армии с июля 1941 года. В 1942 году окончил Ульяновское танковое училище. В действующей армии с мая 1942 года. Был командиром танка, взвода, роты. Воевал на Воронежском и 2-м Белорусском фронтах. Член ВКП(б) с 1944 года. Участвовал в боях севернее города Воронеж, в освобождении Белоруссии и Польши. Был трижды ранен: 20 мая и 11 июля 1942 года — легко, 1 декабря 1942 года — тяжело, а также 25 июня 1944 года — контужен. Погиб 14 января 1945 года. Похоронен в населённом пункте Ружаны. Перезахоронен на братском кладбище в городе Макув-Мазовецки Макувского повята Мазовецкого воеводства (Польша).

### Подвиг
Командир роты 23-й гвардейской отдельной танковой бригады гвардии старший лейтенант Солнцев во главе своей роты 14 января 1945 года ворвался в посёлок Годова (5 км от города Макув, Польша). Его экипаж уничтожил 2 орудия, противотанковую пушку с тягачом, и до 20 гитлеровцев. В ходе боя танк провалился под лёд пруда. Огнём из пулемёта прикрывал отход экипажа, а затем при попытке собственного отхода был схвачен гитлеровцами. Фашисты подвергли его зверским пыткам, но Солнцев не проронил ни слова. На трупе доблестного танкиста было обнаружено 15 штыковых и ножевых ран — на спине, на шее, на лице. У него были вывернуты руки, выколоты глаза, вырезан язык, после чего он был облит бензином и сожжён.
Указом Президиума Верховного Совета СССР от 19 апреля 1945 года за образцовое выполнение боевых заданий командования на фронте борьбы с немецко-фашистскими захватчиками и проявленные при этом мужество и героизм гвардии старшему лейтенанту Солнцеву Михаилу Степановичу присвоено звание Героя Советского Союза (посмертно).

## Воинские звания
- младший лейтенант (01.01.1942);
- лейтенант (15.01.1943);
- старший лейтенант (31.03.1944)[2]

## Награды
- Герой Советского Союза (19 апреля 1945, медаль «Золотая Звезда»)[1];
- орден Ленина (19 апреля 1945)[1];
- орден Александра Невского (7 сентября 1944)[3];
- два ордена Красной Звезды (26 июня 1944[4], 22 июля 1944[5]);
- медаль «За отвагу» (1 сентября 1942)[6].

## Память
Имя Героя носит Тамбовский автотранспортный техникум, на здании которого установлена мемориальная доска. На памятном знаке Героям в Каневе и памятном знаке погибшим односельчанам в селе Ковали указано имя М. С. Солнцева. Приказом Министра обороны СССР М. С. Солнцев навечно зачислен в списки личного состава гвардейской танковой Ельнинской Краснознамённой орденов Суворова и Богдана Хмельницкого бригады. В части учреждён вымпел имени Героя Советского Союза М. С. Солнцева.